# كرد (آق التين)
کرد (بالفارسية: کرد) هي قرية تقع في إيران في غلستان. يقدر عدد سكانها بـ 1,822 نسمة .